# Похід на Лемнос (1024)
Похід русичів проти Візантії 1024 року — морський набіг руського війська на візантійські володіння в Егейському морі наприкінці царювання імператора Василія II Болгаробійця. Це був передостанній конфлікт Київської Русі з Візантійською імперією.

## Історія
Похід відомий тільки за повідомленням візантійського історика  Іоанна Скіліци:

«Коли померла на Русі  сестра імператора Візантії, — а ще раніше її чоловік князь  Володимир, то Хрисохір, якийсь родич померлого, залучивши до себе 800 чоловік і посадивши їх на судна, прийшов до Константинополя. Свою появу вони пояснили бажанням вступити на військову службу до імператора Василія II (976—1025). Але коли імператор зажадав, щоб Хрисохір склав зброю і тільки безбройним з'явився на зустріч в Константинополі. Але він не захотів цього і поплив через Пропонтиду [Мармурове море].
Прибувши в Абидос і зіткнувшись зі стратигом [феми Пропонтида], він легко його здолав і спустився через протоки Егейським морем до острова Лемноса. Тут [він і його супутники] були обмануті удаваними обіцянками, даними начальником флоту Ківірреотом і Давидом з Охрид, стратигом Самоса, а також Никифором Кавасілою, дукой Солунським, і всі були перебиті…»

Спочатку візантійські полководці робили вигляд, що хочуть провести переговори, відволікши увагу русів. Потім візантійці раптово впали на них і вбили усіх людей, що прийшли з Хрисохіром. Він був родичем київського князя Володимира Великого, який одружився з сестрою імператора Анною. Справжнє його ім'я невідоме, і «Хрисохір» — це, швидше за все, грецький переклад його імені, що означає «золота рука». Блондал припустив, що воно походить або від давньоскандинавського Auđmundr, або від давньоанглійського Eadmund.
Цей русько-візантійський конфлікт стався приблизно в 1024 році. Час набігу оцінюється виходячи з прив'язки до наступних фактів: завершення правління візантійського імператора Василія II і після смерті великого київського князя Володимира Святославича, хоча повідомлення про смерть його дружини Анни після смерті Володимира суперечить давньоруським літописам.
Конфлікт не відображено в давньоруських джерелах. Ймовірний переклад прізвиська воєначальника русичів Хрісогіра — «Золота рука».